# Marcus Sorg
Marcus Sorg (Ulm, 24 december 1965) is een Duits voormalig voetballer en huidig voetbaltrainer. Hij was tussen 2016 en 2023 actief als assistent-bondscoach bij het Duits voetbalelftal. In 2024 werd hij aangesteld als assistent-trainer bij FC Barcelona onder leiding van Hansi Flick. 

## Spelerscarrière
Sorg speelde bij enkele lokale en amateurclubs in Duitsland, zoals SSV Ulm 1846, de amateurs van VfB Stuttgart en TSF Ditzingen.

## Trainerscarrière

### SC Freiburg
Sorg nam het over van Robin Dutt als hoofdcoach van SC Freiburg toen Dutt vertrok naar Bayer Leverkusen en leidde zijn eerste training op 20 juni 2011. Op 29 december 2011 werd Sorg ontslagen vanwege tegenvallende resultaten.

### Duits voetbalelftal
Tussen 2013 en 2016 was Sorg hoofdcoach van Duitsland -19, waarmee hij in 2014 het EK -19 won.
Op 18 maart 2016 trad hij toe tot de staf van het Duits voetbalelftal als tweede assistent-coach van Joachim Löw. Na het WK 2018 werd hij gepromoveerd tot eerste assistent. Hij bleef in zijn functie bij coach Hansi Flick tot ze op 10 september 2023 werden ontslagen.

### FC Barcelona
Op 13 juli 2024 maakte de club haar staf bekend onder het bewind van Hansi Flick. De komst van Sorg werd aangekondigd, evenals die van Toni Tapalović en Heiko Westermann als mede-assistenten.

## Erelijst
| Competitie              |               |               |               |               |
| Competitie              | Aantal        | Jaren         |               |               |
| Als trainer             | Als trainer   | Als trainer   | Als trainer   | Als trainer   |
| Duitsland –19           | Duitsland –19 | Duitsland –19 | Duitsland –19 | Duitsland –19 |
| ----------------------- | ------------- | ------------- | ------------- | ------------- |
| EK –19                  | 1             | 2014          |               |               |
| Als assistent-trainer   |               |               |               |               |
| Duitsland               |               |               |               |               |
| FIFA Confederations Cup | 1             | 2017          |               |               |
| FC Barcelona            |               |               |               |               |
| Primera División        | 1             | 2024/25       |               |               |
| Copa del Rey            | 1             | 2024/25       |               |               |
| Supercopa de España     | 1             | 2024/25       |               |               |